# 1193
| Calendário gregoriano                                                        | 1193 MCXCIII                                          |
| Ab urbe condita                                                              | 1946                                                  |
| Calendário arménio                                                           | 642 – 643                                             |
| Calendário bahá'í                                                            | -651 – -650                                           |
| Calendário budista                                                           | 1737                                                  |
| Calendário chinês                                                            | 3889 – 3890 Início a 4 de fevereiro (aproximadamente) |
| Calendário copta                                                             | 909 – 910                                             |
| Calendário etíope                                                            | 1185 – 1186                                           |
| Calendários hindus - Vikram Samvat - Calendário nacional indiano - Cáli Iuga | 1248 – 1249 1114 – 1115 4293 – 4294                   |
| Calendário Holoceno                                                          | 11193                                                 |
| Calendário islâmico                                                          | 589 – 590                                             |
| Calendário judaico                                                           | 4953 – 4954                                           |
| Calendário persa                                                             | 571 – 572                                             |
| Calendário rúnico                                                            | 1443                                                  |
| Calendário solar tailandês                                                   | 1736                                                  |

1193 (MCXCIII, na numeração romana) foi um ano comum do século XII do Calendário Juliano, da Era de Cristo, a sua letra dominical foi C (52 semanas), teve início a uma sexta-feira e terminou também a uma sexta-feira.
No reino de Portugal estava em vigor a Era de César que já contava 1231 anos.

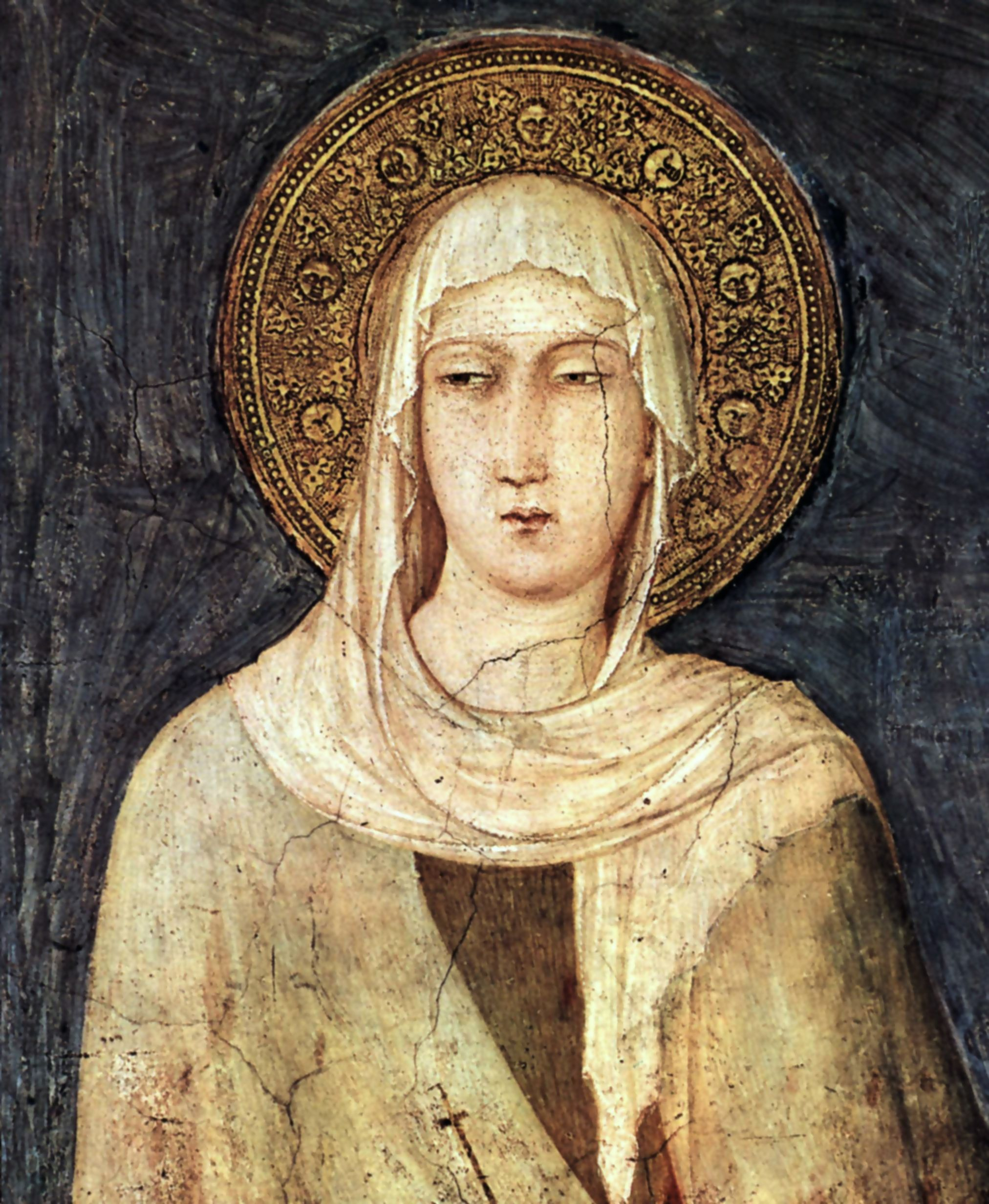
Santa Clara de Assis. Fresco de Simone Martini, do século XIV.

| Ano completo                       |
| ---------------------------------- |
| Ano comum com início à sexta-feira |

## Eventos
- 28 de Setembro - O Papa Gregório IX apresenta a bula 'Quo Elongatida' e Licet ad capiendos em 20 de abril de 1233.
- A cidade de Chernobyl é fundada ao norte da Ucrânia

## Nascimentos
- 16 de Julho - Santa Clara de Assis, santa católica.

## Mortes

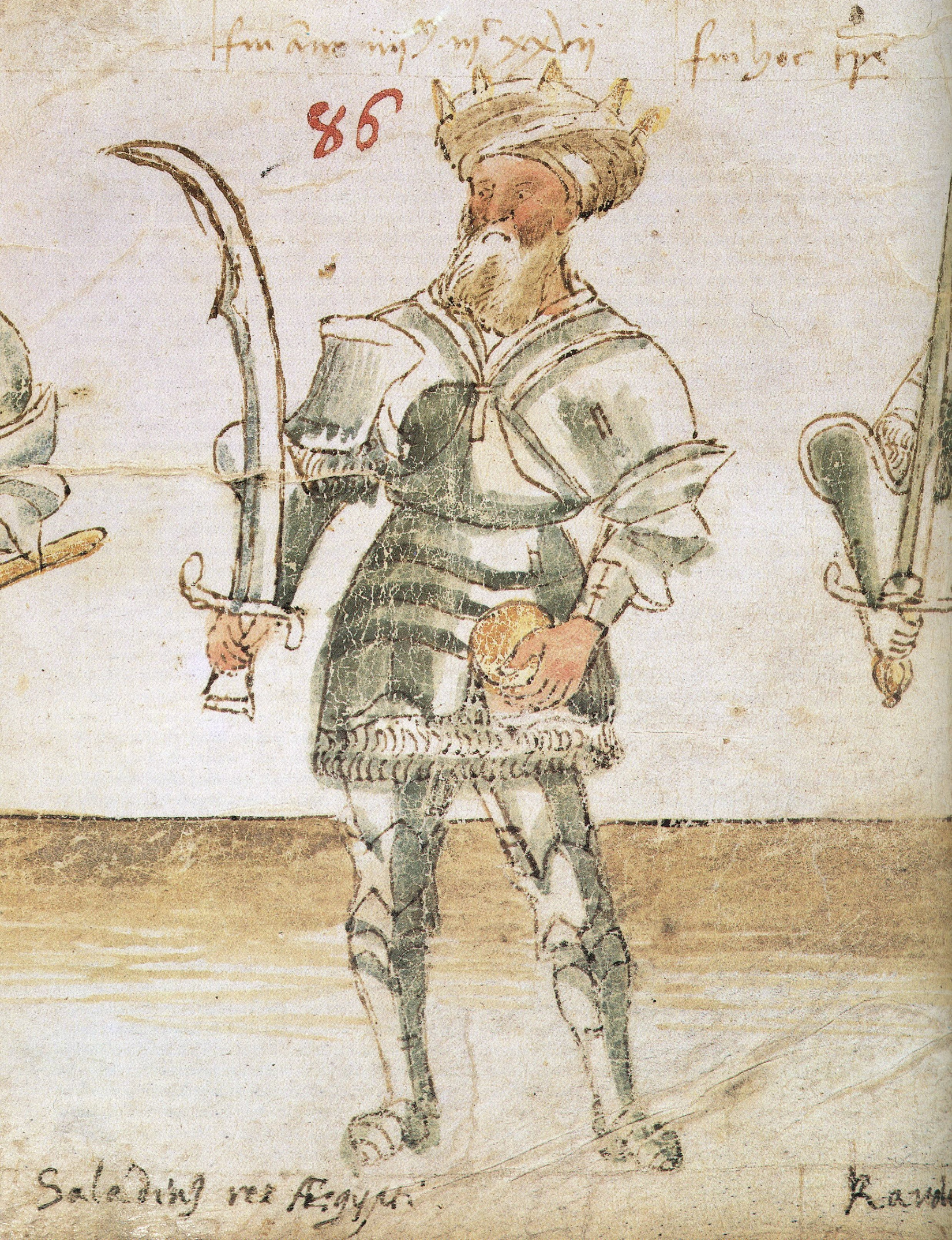
Saladino, RexAegypti - rei do Egpto, com o globo na mãe esquerda, à maneira europeia. Manuscrito do século XVI.

- 4 de março - Saladino, sultão e líder militar de origem curda (n. 1137).